# Langues en Birmanie
La langue officielle de la Birmanie est le birman, parlé par 65 % de la population, et environ 85 % de la population avec les locutueurs en seconde langue (au moins 20 %). C'est également la principale langue d'instruction. Une centaine d'autres langues sont également parlées, incluant le shan (6,4 %), le karen (5,2 %), le jinghpo (1,8 %), le chin (1,6 %), le môn (1,5 %) et l'arakanais (1,5 %). L'anglais est également parlé, particulièrement par l'élite urbaine éduquée, et est la langue secondaire apprise dans les écoles gouvernementales. Pratiquement tous les documents administratifs sont traduits en anglais, surtout dans la région de la capitale et les grandes villes. Le chinois (mandarin) est de plus en plus appris et choisi en langue étrangère, vu les échanges économiques et culturels de plus en plus importants entre la Chine et la Birmanie.

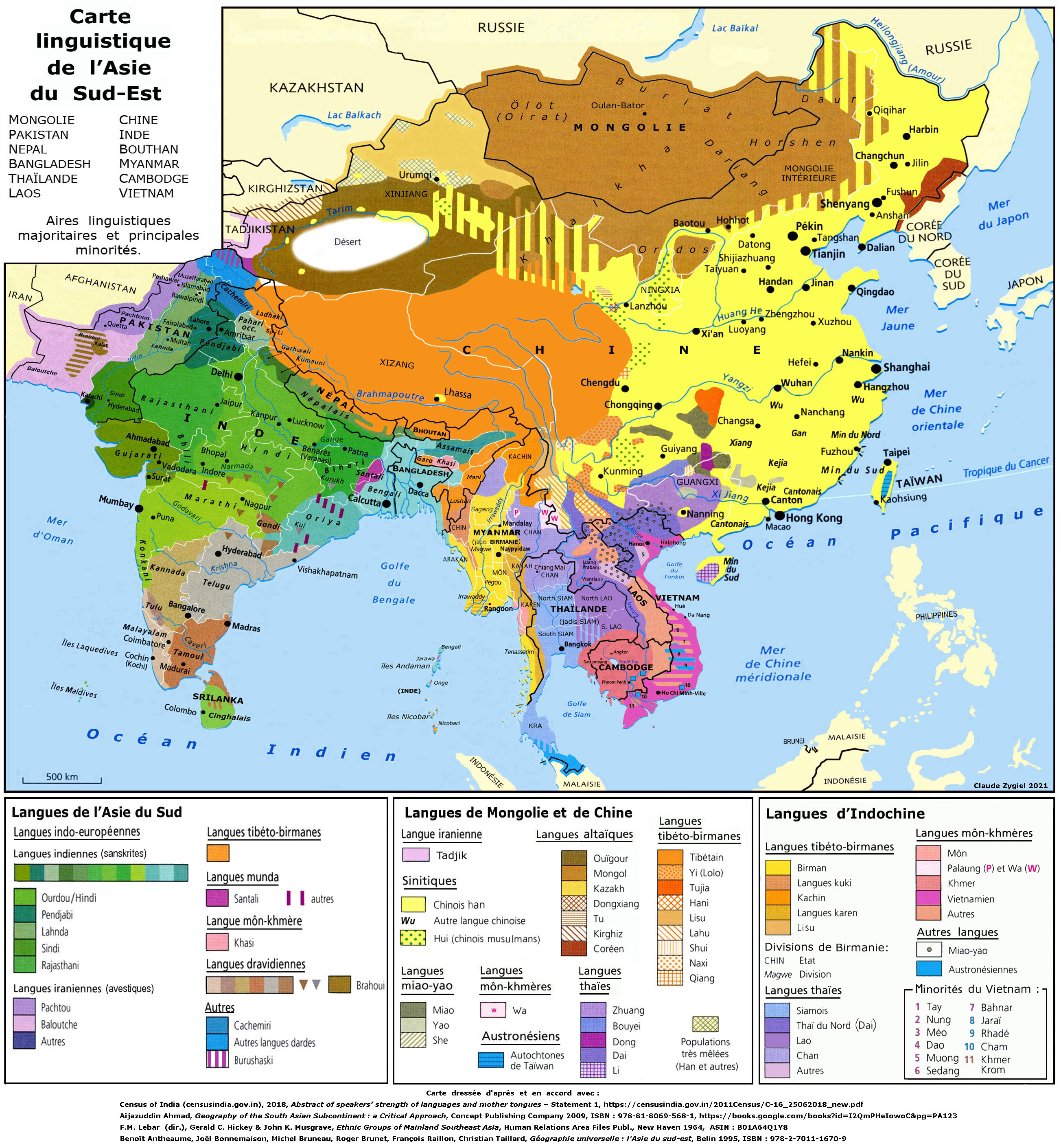
Langues de l'Asie du Sud-Est